# RKO Pictures

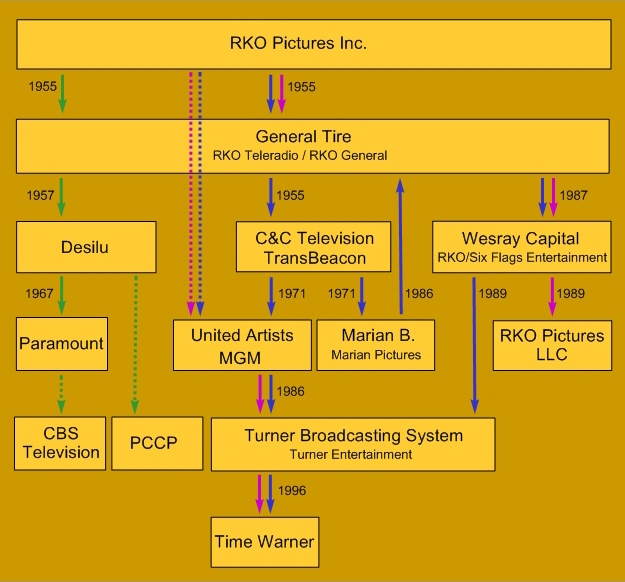
Компании-правопреемники RKO

RKO Pictures (аббревиатура от Radio-Keith-Orpheum) — последняя по времени основания и наименьшая по оборотам из пяти студий-мейджоров классического Голливуда.
Компания была организована в октябре 1928 г. путём слияния киностудии Джозефа Кеннеди (Film Booking Offices of America, сокр. FBO) и сети кинотеатров Keith-Albee-Orpheum. Инициатором слияния выступил Дэвид Сарнофф, глава корпорации Radio Corporation of America, в распоряжении которой имелся патент на звуковое кино. Сарнофф планировал использовать студию для разработки этой инновационной технологии.
В 1932 году RKO выкупила французскую кинокомпанию Pathé, после чего французская часть компании стала именоваться RKO-Pathe Studios.
Репутацию RKO в качестве крупного игрока на кинорынке утвердили полуцветной мюзикл «Рио Рита» (1929) и приключенческий «Кинг-Конг» 1933 года, спродюсированный молодым Селзником. На протяжении 1930-х и 1940-х гг. доля RKO на американском кинорынке колебалась в районе 9-10 %.
Помимо собственного производства, заточенного на недорогие фильмы категории B, студия занималась дистрибуцией фильмов независимых кинопроизводителей. Именно через RKO выходили в национальный прокат работы Уолта Диснея («Белоснежка», «Фантазия») и Фрэнка Капры («Эта прекрасная жизнь»), созданные на принадлежавших им кинокомпаниях.
После приобретения студии эксцентричным миллионером Говардом Хьюзом в 1948 г. предприятие перестало приносить доход, прекратило производство фильмов в 1957 г. и фактически было ликвидировано 2 года спустя. В 1984—91 гг. Walt Disney Company под маркой RKO распространяла фильмы производства собственного подразделения Touchstone Pictures.

## Фильмы студии RKO
Под руководством Вэла Ньютона снимались недорогие атмосферные «ужастики» («Люди-кошки», «Я гуляла с зомби») и фантастика («Тварь из другого мира»). Джонни Вайсмюллер был занят в 6 фильмах RKO в роли Тарзана. Публика охотно смотрела мюзиклы с Фредом Астером и Джинджер Роджерс. Студия регулярно сотрудничала с Г. Хоуксом, К. Грантом и К. Хепберн. Однако наиболее выдающийся вклад RKO в сокровищницу мирового киноискусства — «Гражданин Кейн» О. Уэллса и ранние фильмы-нуар, включая первый образец жанра «Незнакомец на третьем этаже» и несколько лучших фильмов А. Хичкока.

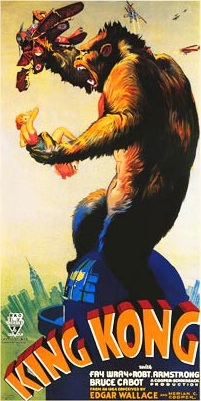
«Кинг-Конг»
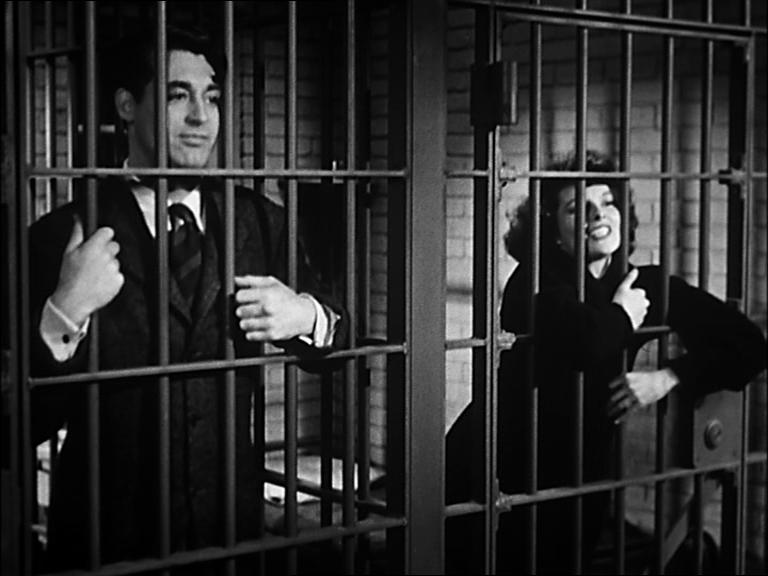
«Воспитание крошки»
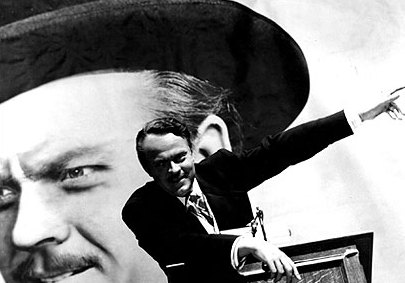
«Гражданин Кейн»
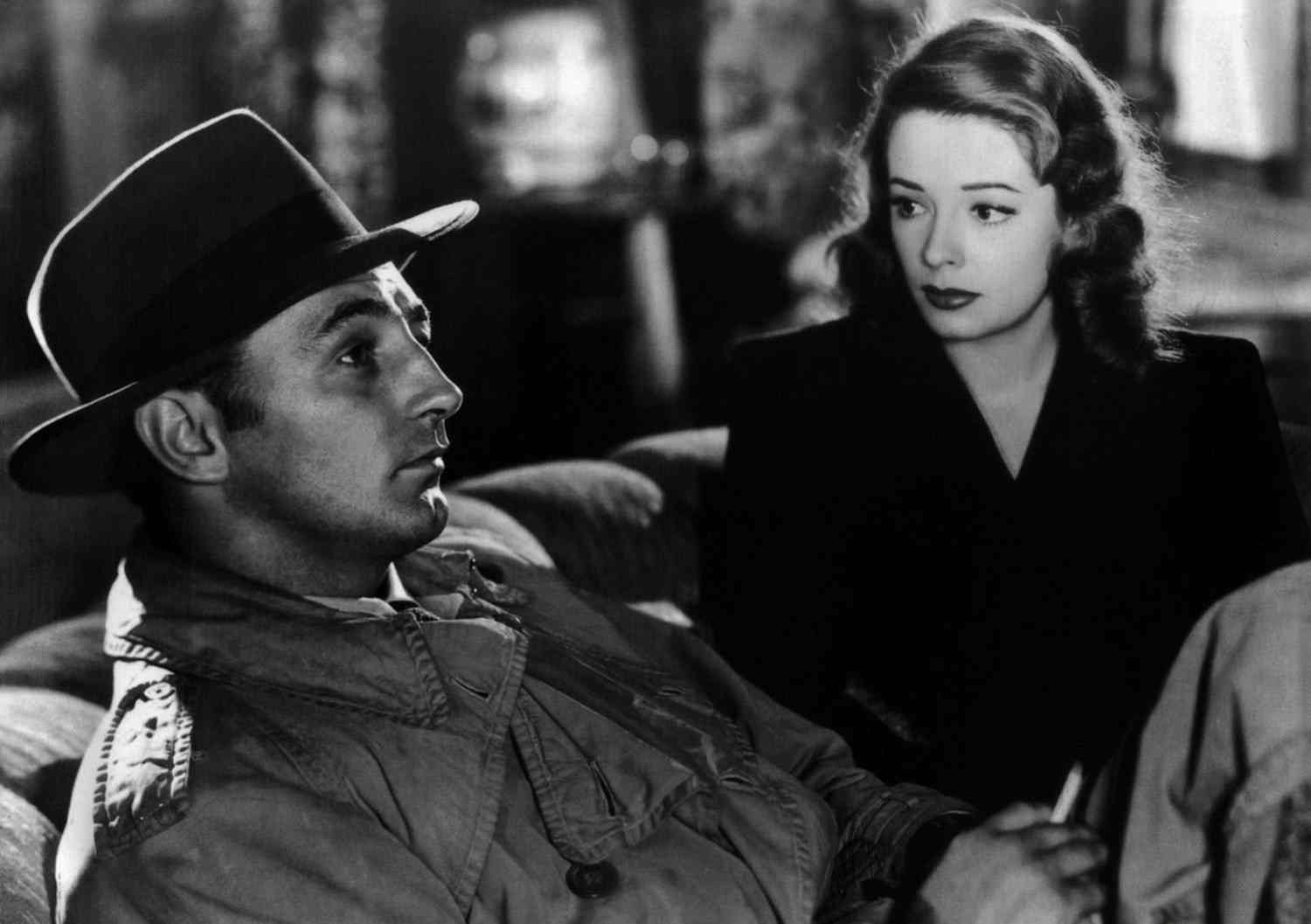
«Из прошлого»
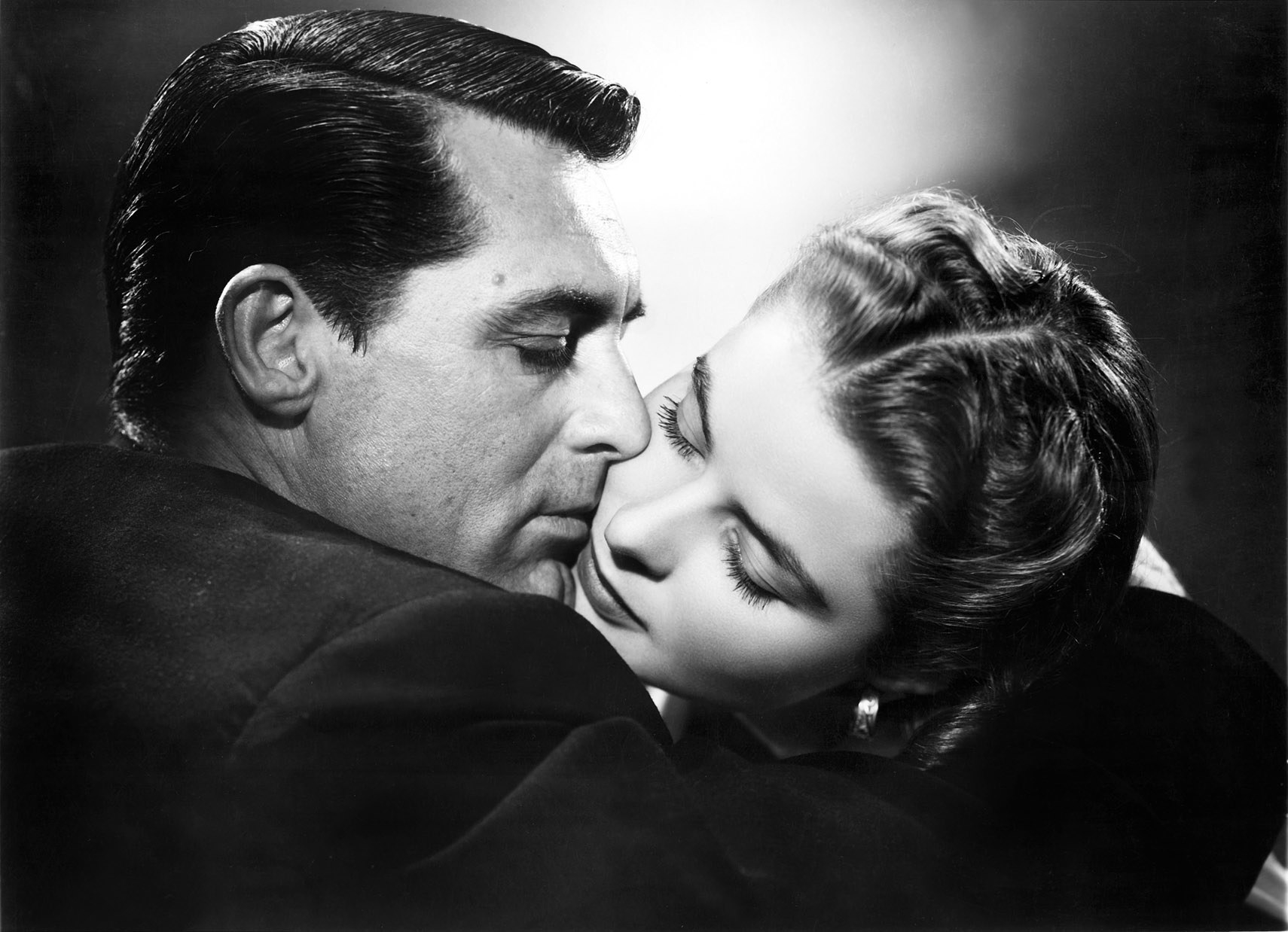
«Дурная слава»
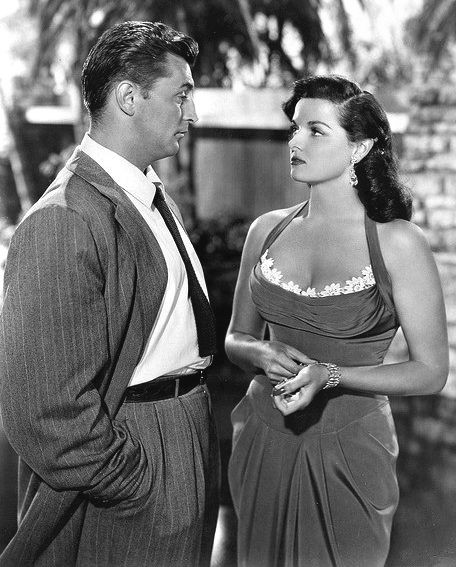
«Женщина его мечты»